# Caterina Ginnasi
Caterina Ginnasi, född 1590 i Rom, död där 30 november 1660, var en italiensk konstnär och målare. Ginnasi var elev till Gaspare Celio och senare Giovanni Lanfranco. År 1638 blev hon ledamot av Accademia di San Luca.

## Biografi

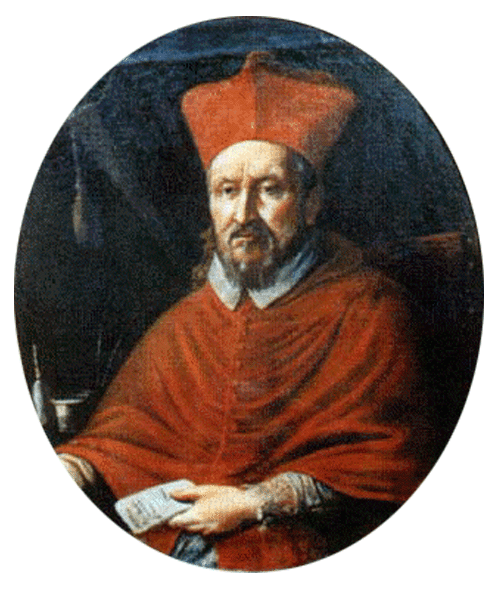
Ginnasis växte upp hos sin farbror, kardinal Domenico Ginnasi – avbildad på denna målning, attribuerad till Caterina Ginnasi.

Caterina Ginnasi var dotter till Dionisio Ginnasi (1559–1597) och Faustina Gottardi (död 1646). Fadern dog när hon var mycket ung och hon växte upp med modern och farbrodern, kardinal Domenico Ginnasi, i Palazzo Ginnasi vid Via delle Botteghe Oscure. Caterina Ginnasis första dokumenterade målningar är Den heliga Lucias martyrium och Den sista måltiden, vilka hon utförde för kyrkan Santa Lucia dei Ginnasi, riven år 1936. Hon ska även ha utfört målningarna Madonnan, De helige biskopen Blasius och Den helige Josef, men dessa har gått förlorade. Målningarna Den heliga Lucias martyrium och Den sista måltiden bevaras numera i kapellet i Palazzo Ginnasi.
För kyrkan Sant'Angelo Custode, riven år 1929, målade Ginnasi Skyddsängeln. Farbrodern avled år 1639 och i hans kvarlåtenskap återfanns fyra av Caterina Ginnasis målningar: Den heliga Katarina av Alexandria, Jungfru Marie himmelsfärd, Ärkeängeln Mikael och Madonnan med Velletris fyra skyddshelgon. Caterina Ginnasi dog år 1660 efter en lång tids sjukdom och begravdes i höger sidokapell i kyrkan Santa Lucia dei Ginnasi.